# Flanelinha
Flanelinha (português brasileiro) ou arrumador (português europeu) é o apelido dado a um indivíduo que pede remuneração pelos serviços prestados no estacionamento, na limpeza ou na proteção de um veículo automóvel.
O nome "flanelinha" vem do uso em decorrência de uma flanela para limpar os vidros dos automóveis.

## No Brasil
Atuar como flanelinha, de acordo com a lei brasileira, pode constituir uma contravenção – exercício ilegal de profissão – ou mesmo um crime, se associado à prática de extorsão, formação de quadrilha ou loteamento de espaço público; o profissional pode receber como pena, de 3 meses a 1 ano de prisão.
A punição por ameaça ou violência praticada por flanelinhas poderá ter sua pena aumentada para até quatro anos. A comissão de juristas que elabora o anteprojeto do novo Código Penal aprovou aumento da pena para atos de constrangimento ilegal. Quando associada a violência ou grave ameaça, a prática de exigir dinheiro para guardar carros em vias públicas poderá ser punida por essa nova regra.

## Portugal
Em Portugal a figura do arrumador existe nos grandes centros urbanos, como Lisboa ou no Porto, com grande incidência nos centros das cidades onde existe maior afluência de automóveis e o espaço é escasso. Os serviços prestados são na maioria dos casos inúteis pois o lugar de estacionamento em causa não está obstruído nem o acesso dificultado. Em muitos casos, os arrumadores praticam também fraude em conlúio com o automobilista para que este último não pague estacionamento na cidade através de parquímetros. Por norma os arrumadores têm um passado ligado à toxicodependência ou ao álcool.